# Porto San Giorgio
 (mai 2020).
Si vous disposez d'ouvrages ou d'articles de référence ou si vous connaissez des sites web de qualité traitant du thème abordé ici, merci de compléter l'article en donnant les références utiles à sa vérifiabilité et en les liant à la section « Notes et références ».
Porto San Giorgio (en dialecte de Fermo : Lu Portu) est une commune italienne d'environ 15 690 habitants (2021), située dans la province de Fermo, dans la région Marches, en Italie centrale. 
C'est la municipalité avec la plus forte densité de population dans la province de Fermo.

## Géographie
Porto San Giorgio est une petite ville située sur la bande côtière des Marches et appartient à la province de Fermo. Elle est bordée sur trois côtés par la ville de Fermo (à 6 km) et à l'est, elle est baignée par la mer Adriatique. 

## Histoire
Strabon, historien grec du premier siècle avant J.-C., mentionne Porto San Giorgio dans sa Géographie : "Les villes du Piceno sont Ancône, Osimo, San Severino, Potenza, Fermo et Porto San Giorgio, Cupra etc. À son tour, Pline l'Ancien, écrivain latin, commandant de la flotte romaine, mort lors de l'éruption du Vésuve en 79 après J.-C., dans son Naturalis Historia, la désigne comme Castellum Firmanorum. La ville est également mentionnée dans l'Itinéraire de l'empereur Antoninus, qui remonte au 5e siècle après J.-C. et dans la Tabula Peutingeriana, une carte très ancienne de l'époque impériale romaine. Il apparaît ici avec le nom de Castello Firmani.
Dans les documents médiévaux, elle apparaît avec le nom de Portus Sancti Georgi et Portus Firmi en 1231, au XIe siècle elle devient une forteresse avec le nom de Castel San Giorgio. Il est indiqué dans les portulans et sur les anciennes cartes nautiques comme un port d'escale de première importance. Après la chute des barbares et les destructions qui s'ensuivirent, une colonie de pêcheurs de Vénétie ou de Dalmatie s'installa sur les pentes du Monte Cacciù de la région, donnant vie à un centre habité qui, en 1164, passa par ordre de Federico Barbarossa au chapitre des chanoines de Fermo et, en 1266, fut loué par la municipalité de Fermo. 
L'histoire de Porto San Giorgio se résume désormais à une série de tentatives de reconquête de l'indépendance par rapport à Fermo.
Lorenzo Tiepolo, podestat à Fermo et futur Doge de Venise, donne l'impulsion au port, en le dotant en 1267 d'une forteresse, qui lui prendra son nom, pour se prémunir contre les raids sarrasins de la mer et protéger Fermo. Pour ce rôle clé dans la défense de Fermo, Castel San Giorgio a obtenu le droit de défiler en tête du cortège de la Cavalcade de l'Assomption le 15 août.
En 1362, à la suite des incursions turques dans la mer Adriatique, avec l'autorisation de Giovanni Visconti d'Oleggio, seigneur de Fermo, une fortification est érigée pour défendre le port, qui est marqué à intervalles réguliers par des tours crénelées. Le rempart (encore partiellement visible aujourd'hui) a été construit parallèlement à la côte pour être fermé aux deux extrémités par des murs supplémentaires qui se dirigeaient vers la mer, qui arrivait là où se trouve maintenant l'autoroute adriatique. Le long des deux murs latéraux, pour protéger le bassin naval, trois arcs brisés avaient été ouverts, presque entièrement démolis au XXe siècle.
Dans les siècles suivants, Castel San Giorgio a toujours essayé de se libérer de Fermo, mais la ville épiscopale s'est longtemps opposée à son autonomie. Au cours de la manifestation du 15 août 1490, profitant du fait que les sangiorgesi étaient à Fermo, deux cents habitants de Fermo, menés par Antonio Trovatelli, s'introduisirent dans le palais du vicaire de Porto San Giorgio, brûlant les archives et emportant livres et documents. Cet événement témoigne des tensions incessantes entre les communes. En 1538, de nouveaux contrastes entre Porto San Giorgio et Fermo sont apparus, qui se sont répétés en 1620 et 1711. Asti et les frictions qui, en 1729, ont donné lieu à un conflit qui est entré dans l'histoire sous le nom de "guerre pour le contrôle des céréales".
En 1741, la Congrégation de la Fermana établit que Porto San Giorgio était considéré comme un château distinct de Fermo et obtint l'indépendance et le droit d'élire ses conseillers et magistrats et prit le nom de Porto San Giorgio. En 1782, le gouvernement papal a accordé la possession des territoires de Tenna à Ete. En 1802, avec un document écrit par Pietro Orlandi et signé par de nombreux sangiorgesi, la volonté d'autonomie et d'indépendance du Port est réaffirmée, en opposition aux tentatives de Fermo pour le reconnecter. Pendant la période napoléonienne, Porto San Giorgio obtient l'autonomie souhaitée par rapport à Fermo, obtenant également, en 1810, l'annexion de Torre di Palme.
Cependant, dans ces premières années du XIXe siècle, la ville de Porto San Giorgio n'était pas encore à l'abri des raids de pirates venus de l'autre côté de l'Adriatique : en 1815, un bateau de pirates emmena des dizaines de jeunes sangiorgesi qui devaient être vendus comme esclaves en Orient.
Avec la Restauration, l'autonomie municipale n'a pas été révoquée, mais confirmée par le gouvernement papal en 1816. Grâce à la sécurité accrue de la mer qui a été créée dans les décennies suivantes, Porto San Giorgio a pu augmenter ses activités de pêche, sur lesquelles repose la majeure partie de l'économie locale. La ville commence à être considérée comme un lieu de séjour sur la côte adriatique, à tel point que Jérôme Bonaparte, frère de l'empereur et ancien roi de Westphalie, y fait construire une villa néoclassique.
Avec l'unification de l'Italie, Porto San Giorgio, qui comptait moins de 4 000 habitants, a perdu Torre di Palme, qui a été cédée à Fermo, mais son autonomie communale a été confirmée. En 1878, une plus petite partie du territoire communal de Fermo a été concédée à celui de Porto San Giorgio, qui a réussi à s'étendre un peu plus à l'ouest (limites actuelles).
Pendant la Seconde Guerre mondiale, elle a subi de nombreux raids aériens visant à endommager la ligne de chemin de fer. Porto San Giorgio est libérée par les troupes anglaises, indiennes et polonaises commandées par le général Montgomery le 28 juin 1944. 
Le 15 juin 1986, les citoyens de Fermo et ceux de Porto San Giorgio ont été appelés à se prononcer sur le référendum consultatif pour l'unification de Fermo et Porto San Giorgio, proposé par Abramo Mori. Les 70,61% des électeurs de Fermo se sont exprimés pour l'unification, tandis que les 92% des électeurs des électeurs de Porto San Giorgio se sont exprimés pour le non.

## Économie
Les vertus climatiques et thérapeutiques du lieu étaient déjà connues depuis le début du XXe siècle et avec le décret ministériel du 28 octobre 1927, Porto San Giorgio a été reconnu comme "station thermale, de séjour et de tourisme". Si le tourisme est l'activité économique locale dominante, il a néanmoins été précédé, et l'est toujours, par la pêche. 

## Culture
À Porto San Giorgio, il existe de nombreuses associations pour la promotion culturelle dans les domaines de la peinture, de la musique et du théâtre. Plusieurs expositions d'art et de photographie sont également organisées. 
À Porto San Giorgio, le film Come saltano i pesci a été tourné en 2016. 

### Cuisine
Le plat typique de Porto San Giorgio est l'amandovolo, un gâteau fait avec des amandes et du chocolat noir, créé par un confiseur piémontais qui s'est installé dans la ville. Il est généralement préparé à Noël, mais vous pouvez le trouver dans n'importe quelle pâtisserie tout au long de l'année.
Un plat typique est le "brodetto alla sangiorgese".  La recette officielle comprend le maquereau, l'aiguillat et/ou le chien de mer, le cabillaud, le chinchard, le sébaste, le sanpietro, le congre, le mulet, le merlan, le merlan, la crevette (ou raie), la baudroie, le grondin, le poisson prêtre, le moucheron, la crevette, le mulet et le crabe. Vous devez choisir au moins 13 espèces différentes de ces poissons, et vous devez les accompagner de tomates vertes, de persil, de vinaigre, de piment, d'huile et de sel.
À Porto San Giorgio, vous pouvez apprécier les vincisgrassi, les olives et les cremini all'ascolana et ciauscolo. Il y a  le frustingo, un dessert typique à base de fruits secs et de figues.
Porto San Giorgio était le siège de la "Ditta Francesco Olivieri" qui a produit l'Anisetta "Anisina Olivieri Specialità Premiata", célèbre aujourd'hui que Meletti d'Ascoli. Les autres liqueurs que l'on trouve à Porto San Giorgio et qui sont typiques de la région des Marches sont : le Mistrà (liqueur anisée semblable à la sambuca) et le vino cotto (difficile à vendre).

### Trucco
Dans les cafés et les lieux de rencontre fréquentés par les marins et les gens ordinaires, on joue au Truccp, un jeu de cartes qui rappelle, dans ses règles, ses termes et son nom, le "Truco", le jeu traditionnel argentin et uruguayen qui se joue également en Catalogne et dans certaines villes côtières du sud de la France. À "Truco", on joue parfois les personnages des romans d'Osvaldo Soriano, en échangeant souvenirs et illusions.

## Fêtes

### Fête de la mer
Le festival de la mer a lieu le 14 août. La pierre angulaire du festival de la mer à Porto San Giorgio est la Poêle géante de l'Adriatique (dont le manche mesure 8 mètres de long, avec un diamètre de 6 mètres à l'ourlet et de 4 mètres au fond; on y verse 1 000 litres d'huile); la fête a lieu à la mi-août en l'honneur de Marie . Le matin, il y a une messe dans le port et un défilé maritime de bateaux de pêche, le soir la poêle géante. 
Né à la fin des années 1960, le festival est destiné à commémorer un événement qui s'est produit le 7 avril 1795, lorsque les pêcheurs de Porto San Giorgio se sont mis en grève parce que les propriétaires des bateaux n'avaient pas l'intention d'augmenter leur salaire. Les pêcheurs, inquiets des budgets familiaux que la grève a mis en crise, ont confié à l'artisan Tommaso Mostarda la construction d'une énorme poêle à frire afin de consommer ensemble les dernières réserves alimentaires de chaque famille. Lorsque l'augmentation de salaire a été accordée, ils sont finalement retournés à la pêche.

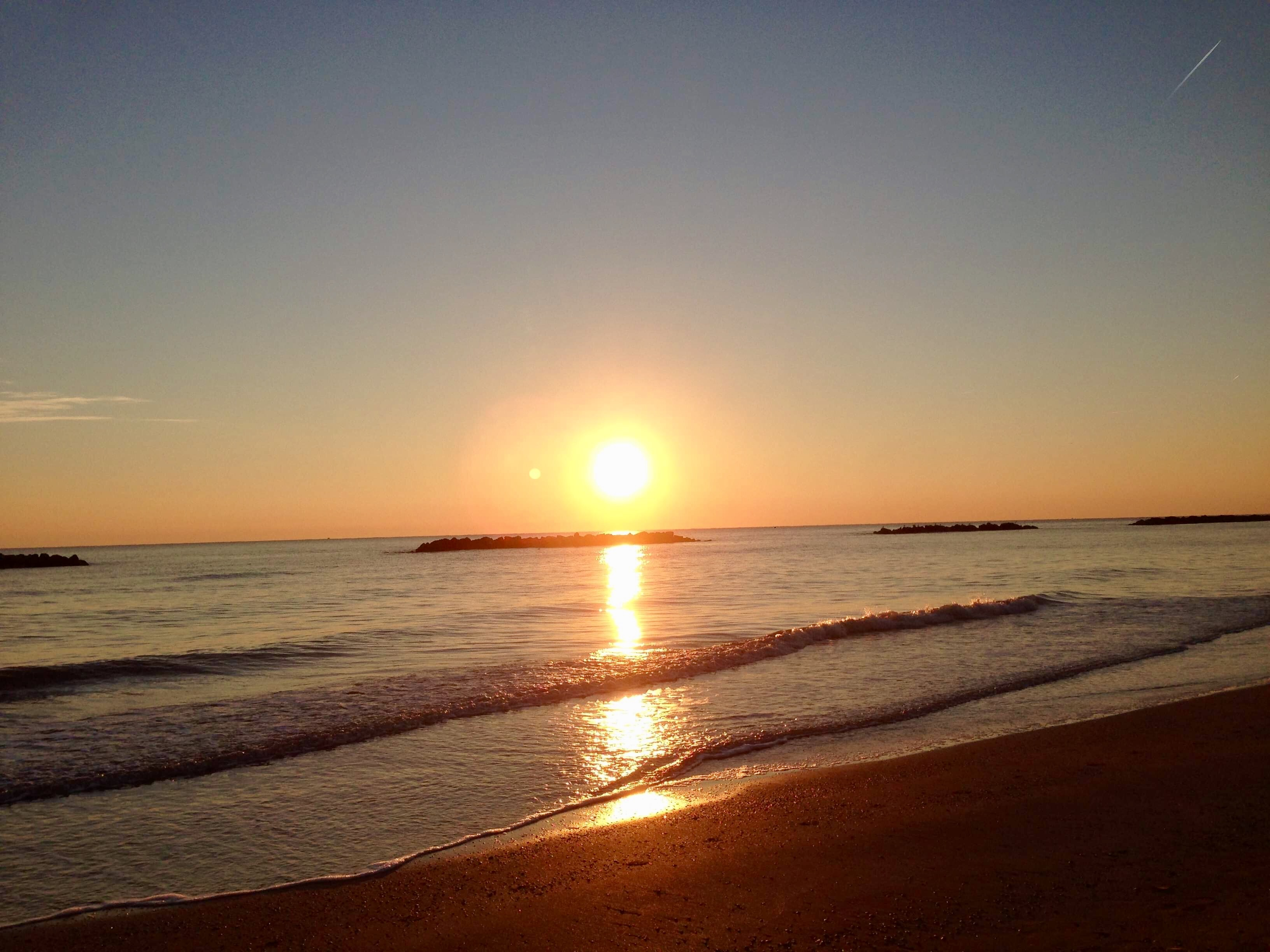
Promenade de Porto San Giorgio

## Monuments et patrimoine[6]
- Rocca Tiepolo: construite en 1267 par le vénitien Lorenzo Tiepolo, Podestat de Fermo. La forteresse, de forme quadrangulaire avec un donjon et des merlons, a été récemment rénovée et est le lieu de manifestations culturelles théâtrales d'art dramatique.
- Teatro comunale, edificato nel 1815 e affrescato nel 1910 da Sigismondo Nardi.
- Villa Bonaparte, construite sur ordre du frère de Napoléon, Jérôme Bonaparte, qui a vécu à Porto San Giorgio de 1829 à 1832. Construit dans un style néoclassique sur le projet d'Ireneo Aleandri. En raison de divergences politiques avec le roi de Naples, il fut confisqué en 1831 et vendu quelques années plus tard à la noble famille Pelagallo, après avoir été utilisé comme chambre apostolique. La façade de la villa est décorée de bas-reliefs et de hauts-reliefs de trophées d'armes. Il est entouré d'un grand parc. Les chambres, magnifiquement décorées de fresques, sont meublées de nombreux meubles de style Empire de l'époque. Le sol est en grès et comporte des décorations en mosaïque.
- Église de San Giorgio : construite en 1830 à côté de la tour de l'horloge et au pied de la Rocca Tiepolo d'après un projet de l'architecte Ildebrando Giunchini. Devant la façade, qui est inachevée, il devait y avoir un portique avec des colonnes doriques. L'intérieur à trois nefs est cadencé par des colonnes ioniques. Dans l'abside, il y a une sculpture de Giorgio Paci représentant San Giorgio avec le dragon. Il abrite une copie du Polyptyque de Porto San Giorgio de Carlo Crivelli.
- Église des Morts : construite au XVIIIe siècle, elle est située à côté de l'église de San Giorgio. La structure est précédée d'une sorte d'atrium, où l'on peut voir des bas-reliefs sur la façade extérieure. Au-dessus de l'entrée (également dans l'atrium), nous trouvons les armoiries de l'archevêque de Fermo Cesare Brancadoro.
- Tour de l'horloge : construite en 1829 sur la place principale pour remplacer une autre tour démolie en 1820.
- La fontaine de la démocratie ou de l'abondance : en 1897, l'aqueduc de la ville de Porto San Giorgio a été construit et, pour célébrer cet événement important, Alfonso Bernardini a été chargé de créer une sculpture. Au sommet de toute la structure sculpturale, placée sur un globe, se dresse une figure féminine majestueuse (image allégorique de la démocratie) tenant une grenade dans sa main droite et des épis de blé dans sa main gauche, symboles respectifs de fertilité et d'abondance.
- Villa degli Oleandri (Riva Fiorita) : propriété de la municipalité, elle était autrefois utilisée pour des fêtes, des concerts et des danses. La villa est entourée d'un grand jardin, utilisé autrefois comme cinéma en plein air. Aujourd'hui, il abrite un musée de la mer et des événements et représentations théâtrales.
- Église de la Madonna del Carmine o delle Anime Sante : construite dans la seconde moitié du XVIIe siècle . L'autel abrite un tableau de 1695 représentant la Madone du Carmine, Saint Jean l'Evangéliste et Saint Nicolas de Tolentino intercédant pour les âmes du Purgatoire, de Francesco Trevisani. De chaque côté de l'autel, il y a deux statues représentant respectivement la Foi et la Charité, tandis que dans la partie supérieure, on peut voir une œuvre de Filippo Ricci datant de 1760 et représentant l'Éducation de la Vierge. L'église conserve également un tableau de Vincenzo Pagani (Crucifixion avec Notre-Dame des Douleurs Sainte Marie-Madeleine, Saint Jérôme et Saint Jean l'Évangéliste).
- Église du Saint Rosaire : construite en 1728. L'intérieur a trois nefs. Il est intéressant de noter une statue du début des années 1700 représentant la Vierge du Rosaire et la fresque dans le bassin de l'abside réalisée par Sigismondo Nardi à la fin du XIXe siècle représentant une Vierge à l'enfant et aux anges.
- Palais communal: à l'intérieur il y a une toile datée de 1775 représentant Saint Jacques entre deux saints, de Gaetano Gandolfi.
- Le port de pêche : Porto San Giorgio est l'un des plus grands ports de pêche de l'Adriatique avec une superficie de 140 000 m² et peut accueillir environ sept cents bateaux. Construit en 1984, il a obtenu au fil des ans jusqu'à dix-neuf Pavvilons bleus en reconnaissance de son efficacité, de son organisation et de sa propreté[9],[10].
- Grâce à un remarquable développement immobilier le long de la côte entre la fin du XIXe et le début du XXe siècle, Porto San Giorgio peut s'enorgueillir d'un nombre considérable d'élégants bâtiments Art Nouveau construits au début du XXe siècle. Un exemples est la Villa delle Rose. Construite en 1921, il présente de décorations en majolique à l'extérieur.

## Transports

### Piste cyclable
Il existe plusieurs infrastructures : la ville est traversée du nord au sud par la route nationale 16 Adriatica et parallèlement à la côte par la ligne ferroviaire Adriatica Milano - Bologne - Ancona - Pescara - Bari - Lecce. Au sud de la ville, il y a la sortie Porto San Giorgio-Fermo de l'autoroute A14 Adriatica et à proximité, la route SP Pompeiana perpendiculaire à la Strada statale 16 Adriatica qui se divise en deux routes : la route Provinciale Val d'Ete qui longe le fleuve Ete morto et la route SP Castiglionese à l'ouest qui se termine à Fermo. La SP239 est une grande artère, à deux voies dans chaque direction, qui relie Porto San Giorgio à Fermo et continue avec une seule voie vers les villages de l'intérieur jusqu'à Amandola. Au nord, à partir de l'été 2011, vous pouvez également utiliser la sortie d'autoroute de Porto Sant'Elpidio. Le transport public en ligne (TPL) est assuré par la société Transfer qui relie la gare ferroviaire au chef-lieu de la province de Fermo avec un parcours toutes les 20 minutes. Il existe ensuite des services le long de la côte pour relier Lido di Fermo, Casabianca et Tre Archi et un service vers la zone sud où se trouve le port touristique.
Dans le passé, Porto San Giorgio était relié à Fermo par une ligne de trolleybus.

### Transports routiers
La ville est traversée du Nord au Sud par la route nationale Strada statale 16 Adriatica (SS16).
Au sud de la ville se trouve la sortie Porto San Giorgio-Fermo de l'Autoroute A14.

### Transports ferroviaires
La gare de Porto San Giorgio-Fermo se trouve sur la Ligne Adriatique.

## Minorités étrangères
Au 31 décembre 2016, la population étrangère était de 955 personnes (5,94 % de la population). Les nationalités les plus représentées en fonction du pourcentage de la population résidente sont:
- Roumanie 336 (2,09%)
- Albanie 123 (0,77%)
- Pologne 83 (0,52%)

## Dialecte
Le dialecte de Porto San Giorgio est actuellement celui de la province de Fermo, largement utilisé pour sa compréhensibilité, et caractérisé par la présence de la distinction, maintenue par le latin, entre les voyelles finales u et o. De nombreuses expressions dérivent de l'ancienne langue des Romains, comme "gne nòccia", dérivant du latin ne noceat, qui signifie : "qui ne te fait pas de mal", "qui te convient". Cela est dû principalement au fait d'avoir fait partie de l'histoire de la Rome antique et de son empire et de l'État pontifical jusqu'à l'unification de l'Italie. 
La ville est appelée en dialecte sangiorgien simplement Lu Portu, c'est-à-dire le Port, comme l'appellent généralement les habitants de l'arrière-pays, à la fois la capitale et la province, ou, de façon moderne, avec une italianisation presque totale, San Giorgio.

## Sport
Les activités sportives les plus populaires dans la ville ont toujours été le basket-ball, la gymnastique, le tennis, la voile et le football, qui ont permis aux équipes et aux athlètes locaux d'obtenir des succès considérables au niveau national et international. 
- À Porto San Giorgio, l'une des premières stations de radio privées nationales libres, Radio 4, née à l'été 1975, a utilisé les fréquences FM de 104.5 et 97.3. Elle a été active jusqu'en 1995, lorsque le manque de fonds et de sponsors n'a pas permis d'en décréter la fin. Pendant les années d'or du basket-ball à Porto San Giorgio était la station qui diffusait en direct les reportages radio des matchs par la voix du reporter radio Sandro Ilari.
- Le basket-ball Sangiorgese, fondé en 1932 sous le nom d'Unione Cestistica Sangiorgese, a joué pendant plusieurs années en C, B1 et B2 jusqu'à son arrivée dans la série A2 en 1984-85 dirigée par l'entraîneur Cesare Pancotto. L'équipe était sponsorisée par Ci.Da. (du nom du président Ciamarra Dario), Fleming et Sabelli, avec des couleurs vertes et blanches. Sangiorgese a joué 5 saisons en Serie A2. Après la relégation de la série A2, Sangiorgese Basketball a joué pendant plusieurs années dans la série B avec d'excellents résultats, mais la crise économique continue de la société sans sponsor majeur a décrété la fin de l'association avec la faillite en 1996. En 2008, l'équipe a été refondée sous le nom de Virtus Basket P.S.Giorgio qui en quelques années parvient à composer un bon secteur jeunesse et en 2013 avec l'équipe senior est promue à la série C régionale.
- L'ASD Ginnastica Nardi Juventus est présente dans la ville. Parmi les athlètes les plus célèbres, il y a l'athlète olympique Paolo Ottavi.
- Porto San Giorgio est le siège du club de tennis de Porto San Giorgio. Parmi les athlètes les plus célèbres, il y a Gianluigi Quinzi, vainqueur en 2013 du tournoi des enfants de Wimbledon.
- LNI Porto San Giorgio est basée à Porto San Giorgio. Né en 1939 de la fusion entre le club d'aviron Nettuno et le club d'aviron Piceni. Parmi les athlètes les plus célèbres, on retiendra Andrea Curzi (4 fois champion italien dans la catégorie Laser), l'équipage composé de Carlo Iommi et Giacomo Ortenzi (champions italiens FJ 2000 et 2001)[13] et Giacomo Sabbatini, le plus jeune Italien à participer à la course transatlantique pour minitransat 6,50 en solitaire.
- En football, Porto San Giorgio accueille quatre clubs de football. Le plus important et le plus ancien est le Sangiorgese Calcio (qui a participé à de nombreux championnats de la série D des années 1960 à la fin des années 1980), fondé en 1922 sous le nom de Unione Sportiva Sangiorgese. En 2011, le Sangiorgese Calcio ne s'est pas inscrit au championnat de football et a donc été disqualifié par la fédération. A.S.D. Nuova Sangiorgese s'occupe de l'héritage. En 2017, après avoir terminé avec succès le tournoi de promotion, la société change de nom pour devenir Società Dilettantistica Sangiorgese 1922. À Porto San Giorgio, il y a aussi : l'ASD Borgo Rosselli, une équipe du quartier sud de la ville (d'où le nom), en deuxième catégorie ; la Polisportiva Umberto Mandolesi 1983, dans le quartier nord, en troisième catégorie ; la plus jeune, Olimpia PSG, en troisième catégorie.
- La principale équipe de football à cinq est le Futsal Cobà, qui joue dans la série A2, mais il existe d'autres équipes de catégories inférieures, notamment le Futsal Silenzi et le Real San Giorgio, qui jouent tous deux dans la C2 Régionale.
- Giampiero Simoni a remporté le championnat du monde de gokart en 1987.
- En motocyclisme, on se souvient d'Enrico Mariani comme du champion d'Italie 125cc en 1928.

## Administration
| Période                                  | Période | Identité | Étiquette | Qualité |
| ---------------------------------------- | ------- | -------- | --------- | ------- |
|                                          |         |          |           |         |
| Les données manquantes sont à compléter. |         |          |           |         |

### Communes limitrophes
Fermo

### Autres informations administratives
Porto Sqn Giorgio fait partie de l'unique société régionale de santé des Marches, vaste zone n. 4 (A.S.U.R. Marche - A.V. n. 4). 

## Jumelages
- Biograd na Moru
- Bad Ischl

## Pour approfondir